# Om mødre, mus og hellige mænd
|  | Denne artikel er oprettet af botten PalnaBot ud fra en ekstern database. Den kan derfor have sproglige fejl eller mangler. Denne skabelon kan fjernes efter kontrol af indholdet. |

Om mødre, mus og hellige mænd er en dokumentarfilm instrueret af Sabiha Sumar efter manuskript af Sabiha Sumar.

## Handling
I Gujarat i Indien indgår barnløse forældre en pagt med Shah Dauley Shahs tempel for at få børn - og skal så give den førstefødte til templet. Disse børn kaldes "mus", for de ser forbavsende ens ud. De har små hoveder, store ører og er mentalt tilbagestående - for at sige det mildt. Gamle historier beretter, at munkene lægger en ramme om barnets hoved, så det ikke kan vokse, og de mentalt indskrænkede væsener lærer så at tigge. De tigger penge til templet, eller de sælges som tiggere for andre familier. Filmen forsøger at trænge bag om templets og myndighedernes regelrette forklaringer, men når ikke frem til nogen klarhed.